# Gonzalosia pseudoniger
Gonzalosia pseudoniger es una especie de coleóptero de la familia Aderidae.

## Distribución geográfica
Habita en Bioko (Fernando Po) (Guinea Ecuatorial) y en la República Democrática del Congo.